# Nagyoroszi
Nagyoroszi é um município da Hungria, situado no condado de Nógrád. Tem 40,03 km² de área e sua população em 2015 foi estimada em 2.118 habitantes.